# Næstved Arena
Næstved Arena is een sporthal in Næstved in Denemarken. De accommodatie werd voor het eerst gebruikt tijdens de WK handbal voor vrouwen in 2015.